# Списак гувернера Тексаса
Гувернер Тексаса највиши службеник у америчкој савезној држави Тексас. Гувернер Тексаса је шеф извршне гране власти и главнокомандујући Националне гарде Тексаса. Гувернер разматра предлоге закона усвојене у државној Скупштини и усваја их чиме они постају закони, или ставља вето на њих. Може да сазове скупштину, и потписује помиловања или одлагања казни, осим у случајевима импичмента, а у случајевима издаје уз дозволу скуптине. Држава обезбеђује званичну резиденцију гувернера, Гувернерову вилу у Остину. Тренутни гувернер, Грег Абот, је четрдесет и осми гувернер по реду од пријема Тексаса у Сједињене Државе 1845. Два гувернера у историји су биле жене.
У поређењу са другим савезним државама, позиција гувернера Тексаса се описује као релативно мање значајна. На неке начине, вицегувернер Тексаса, који председава Сенатом Тексаса поседује већи утицај од гувернера.
Гувернер се инаугурише трећег уторка јануара сваке четири године, заједно са вицегувернером, и мандат му траје четири године. Пре доношења текућих закона, 1845, први устав Тексаса је успоставио функцију гувернера који служи двогодишњи мандат али не може да буде на функцији више од четири године у току сваких шест година. По уставу из 1861, након сецесије из Уније, за почетак мандата је одређен први понедељак у новембру након избора. Након окончања Грађанског рата, устав из 1866. је продужио трајање мандата на четири године и ограничио свеукупно време проведено на позицији гувернера на не више од осам година у току сваких дванаест година. Почетак мандата је одређен за први четвртак након организовања законодавне власти, или „најраније после тога што је изводљиво“. По уставу из 1869, донетом током Реконструкције, уклоњена су ограничења мандата, што и даље чини Тексас једном од четрнаест савезних држава без ограничења трајања мандата гувернера. Тренутно важећи устав из 1876. је вратио трајање мандата на две године, али је оно амандманом из 1972. поново продужено на четири године.
Од успостављања, само један човек је на функцији гувернера Тексаса био дуже од осам година, Рик Пери. Пери је постао гувернер 2000, након што је Џорџ В. Буш поднео оставку да би постао председник Сједињених Држава, а поново је биран 2002, 2006. и 2010. године.
Алан Шиверс је преузео дужност гувернера након смрти Бјуфорда Џестера у јулу 1949, а поново је биран 1950, 1952. и 1954, тако да је на функцији провео седам ипо година, што је други најдужи мандат у историји. Прајс Данијел је за гувернера изабран 1956, а потом реизабран 1958. и 1960, пре него што је на страначким изборима Демократске стране изгубио у трци за кандидатуру која му је могла донети рекордни четврти мандат. Џон Конали је изабран 1962. а затим реизабран 1964. и 1966, пре него што је одлучио да се повуче 1968.
У случају да позиција гувернера постане упражњена, вицегувернер постаје гувернер. Пре амандмана донетог 1999, вицегувернер би био само вршилац дужности гувернера до истека мандата претходног гувернера.

## Гувернери Шпанског Тексаса
Види: Списак гувернера и председника Тексаса

## Гувернери Мексичког Тексаса
Види: Списак гувернера и председника Тексаса

## Председници Републике Тексас
Види: Председник Републике Тексас

## Гувернери Тексаса
| Странка       | Гувернера |
| ------------- | --------- |
| Демократска   | 39        |
| Републиканска | 7         |
| Унионистичка  | 1         |
| Независни     | 1         |
| Војска        | 1         |

| #  | Гувернер                                          | Слика                             | Почетак мандата    | Крај мандата        | Странка            | Вицегувернер                      | Напомене      | Мандати |
| -- | ------------------------------------------------- | --------------------------------- | ------------------ | ------------------- | ------------------ | --------------------------------- | ------------- | ------- |
| 1  | Џејмс Пинкни Хендерсон                            |                                   | 19. фебруар 1846.  | 21. децембар 1847.  | Демократска        | Алберт Клинтон Хортон             |               | 1       |
| 2  | Џорџ Т. Вуд                                       |                                   | 21. децембар 1847. | 21. децембар 1849.  | Демократска        | Џон Александер Грир               |               | 1       |
| 3  | Питер Хансбороу Бел                               |                                   | 21. децембар 1849. | 23. новембар 1853.  | Демократска        | Џон Александер Грир (1849–51)     | [ 14 ]        |         |
| 3  | Питер Хансбороу Бел                               | Џејмс В. Хендерсон (1851–53)      | 21. децембар 1849. | 23. новембар 1853.  | Демократска        | 1 1/2                             | [ 14 ]        |         |
| 4  | Џејмс В. Хендерсон                                |                                   | 23. новембар 1853. | 21. децембар 1853.  | Демократска        | упражњено                         | [ 15 ]        | 1/2     |
| 5  | Елиша М. Пиз                                      |                                   | 21. децембар 1853. | 21. децембар 1857.  | Унионистичка       | Дејвид Кечингс Диксон (1853–55)   |               | 2       |
| 5  | Елиша М. Пиз                                      | Хардин Ричард Ранелс (1855–57)    | 21. децембар 1853. | 21. децембар 1857.  | Унионистичка       |                                   |               |         |
| 6  | Хардин Ричард Ранелс                              |                                   | 21. децембар 1857. | 21. децембар 1859.  | Демократска        | Франсис Р. Лубок                  |               | 1       |
| 7  | Сем Хјустон                                       |                                   | 21. децембар 1859. | 18. март 1861.      | Независни          | Едвард Кларк                      | [ 16 ]        | 1/2     |
| 8  | Едвард Кларк (Конфедеративне Америчке Државе)     |                                   | 18. март 1861.     | 7. новембар 1861.   | Демократска        | упражњено                         | [ 15 ]        | 1/2     |
| 9  | Франсис Р. Лубок (Конфедеративне Америчке Државе) |                                   | 7. новембар 1861.  | 5. новембар 1863.   | Демократска        | Џон Макланахан Крокет             |               | 1       |
| 10 | Пендлтон Мура (Конфедеративне Америчке Државе)    |                                   | 5. новембар 1863.  | 17. јун 1865.       | Демократска        | Флечер Самерфилд Стокдејл         | [ 17 ]        | 1/3     |
| %  | Флечер Самерфилд Стокдејл                         |                                   | 11. јун 1865.      | 16. јун 1865.       | Војска             | упражњено                         | [ 18 ]        | 1/3     |
| 11 | Ендру Џ. Хамилтон                                 |                                   | 17. јун 1865.      | 9. август 1866.     | Демократска-војска | упражњено                         | [ 19 ]        | 1/3     |
| 12 | Џејмс В. Трокмортон                               |                                   | 9. август 1866.    | 8. август 1867.     | Демократска        | Џорџ Вашингтон Џонс               | [ 20 ]        | 1/2     |
| 13 | Елиша М. Пиз                                      |                                   | 8. јун 1867.       | 30. септембар 1869. | Републиканска      | упражњено                         | [ 20 ] [ 21 ] | 1/2     |
| 14 | Едмунд Џ. Дејвис                                  |                                   | 8. јануар 1870.    | 15. јануар 1874.    | Републиканска      | упражњено                         | [ 22 ]        | 1       |
| 15 | Ричард Коук                                       |                                   | 15. јануар 1874.   | 21. децембар 1876.  | Демократска        | Ричард Бенет Хабард, млађи        | [ 23 ]        | 1 1/2   |
| 16 | Ричард Б. Хабард                                  |                                   | 21. децембар 1876. | 21. јануар 1879.    | Демократска        | упражњено                         | [ 15 ]        | 1/2     |
| 17 | Оран М. Робертс                                   |                                   | 21. јануар 1879.   | 16. јануар 1883.    | Демократска        | Џозеф Дрејпер Сајерс (1879–81)    |               | 2       |
| 17 | Оран М. Робертс                                   | Леонидас Џеферсон Стори (1881–83) | 21. јануар 1879.   | 16. јануар 1883.    | Демократска        |                                   |               |         |
| 18 | Џон Ирланд                                        |                                   | 16. јануар 1883.   | 20. јануар 1887.    | Демократска        | Френсис Мерион Мартин (1883–85)   |               | 2       |
| 18 | Џон Ирланд                                        | Барнет Гибс (1885–87)             | 16. јануар 1883.   | 20. јануар 1887.    | Демократска        |                                   |               |         |
| 19 | Лоренс Саливан Рос                                |                                   | 18. јануар 1887.   | 20. јануар 1891.    | Демократска        | Томас Бентон Вилер                |               | 2       |
| 20 | Џејмс Стивен Хог                                  |                                   | 20. јануар 1891.   | 15. јануар 1895.    | Демократска        | Џорџ Касети Пендлтон (1891–93)    |               | 2       |
| 20 | Џејмс Стивен Хог                                  | Мартин Макналти Крејн (1893–95)   | 20. јануар 1891.   | 15. јануар 1895.    | Демократска        |                                   |               |         |
| 21 | Чарлс Ален Калберсон                              |                                   | 15. јануар 1895.   | 17. јануар 1899.    | Демократска        | Џорџ Тејлор Џестер                |               | 2       |
| 22 | Џозеф Д. Сајерс                                   |                                   | 17. јануар 1899.   | 20. јануар 1903.    | Демократска        | Џејмс Нејтан Браунинг             |               | 2       |
| 23 | С. В. Т. Ленхам                                   |                                   | 20. јануар 1903.   | 15. јануар 1907.    | Демократска        | Џорџ Д. Нил                       |               | 2       |
| 24 | Томас Мичел Кембел                                |                                   | 15. јануар 1907.   | 17. јануар 1911.    | Демократска        | Езбури Баском Дејвидсон           |               | 2       |
| 25 | Оскар Бранч Колквит                               |                                   | 17. јануар 1911.   | 19. јануар 1915.    | Демократска        | Езбури Баском Дејвидсон (1911–13) |               | 2       |
| 25 | Оскар Бранч Колквит                               | Вилијам Хардинг Мејс (1913–15)    | 17. јануар 1911.   | 19. јануар 1915.    | Демократска        |                                   |               |         |
| 26 | Џејмс Е. „Па“ Фергусон                            |                                   | 19. јануар 1915.   | 25. август 1917.    | Демократска        | Вилијам Петус Хоби, старији       | [ 24 ]        | 1 1/2   |
| 27 | Вилијам П. Хоби                                   |                                   | 25. август 1917.   | 18. јануар 1921.    | Демократска        | упражњено (1917–19)               | [ 25 ]        | 1 1/2   |
| 27 | Вилијам П. Хоби                                   | Вилард Арнолд Џонсон (1919–21)    | 25. август 1917.   | 18. јануар 1921.    | Демократска        |                                   | [ 25 ]        |         |
| 28 | Пат Морис Неф                                     |                                   | 18. јануар 1921.   | 20. јануар 1925.    | Демократска        | Линч Дејвидсон (1921–23)          |               | 2       |
| 28 | Пат Морис Неф                                     | Томас Витфилд Дејвидсон (1923–25) | 18. јануар 1921.   | 20. јануар 1925.    | Демократска        |                                   |               |         |
| 29 | Миријам А. „Ма“ Фергусон                          |                                   | 20. јануар 1925.   | 17. јануар 1927.    | Демократска        | Бери Милер                        |               | 1       |
| 30 | Ден Муди                                          |                                   | 17. јануар 1927.   | 20. јануар 1931.    | Демократска        | Бери Милер                        |               | 2       |
| 31 | Рос Ш. Стерлинг                                   |                                   | 20. јануар 1931.   | 17. јануар 1933.    | Демократска        | Едгар Вит                         |               | 1       |
| 32 | Миријам А. „Ма“ Фергусон                          |                                   | 17. јануар 1933.   | 15. јануар 1935.    | Демократска        | Едгар Вит                         |               | 1       |
| 33 | Џејмс Олред                                       |                                   | 15. јануар 1935.   | 17. јануар 1939.    | Демократска        | Волтер Френк Вудул                |               | 2       |
| 34 | В. Ли О’Данијел                                   |                                   | 17. јануар 1939.   | 4. август 1941.     | Демократска        | Коук Р. Стивенсон                 | [ 26 ]        | 1 1/2   |
| 35 | Коук Р. Стивенсон                                 |                                   | 4. август 1941.    | 21. јануар 1947.    | Демократска        | упражњено (1941–43)               | [ 25 ]        | 2 1/2   |
| 35 | Коук Р. Стивенсон                                 | Џон Ли Смит (1943–47)             | 4. август 1941.    | 21. јануар 1947.    | Демократска        |                                   | [ 25 ]        |         |
| 36 | Бјуфорд Х. Џестер                                 |                                   | 21. јануар 1947.   | 11. јул 1949.       | Демократска        | Алан Шиверс                       | [ 27 ]        | 1/2     |
| 37 | Алан Шиверс                                       |                                   | 11. јул 1949.      | 15. јануар 1957.    | Демократска        | упражњено (1949–51)               | [ 25 ]        | 3 1/2   |
| 37 | Алан Шиверс                                       | Бен Ремзи (1951–61)               | 11. јул 1949.      | 15. јануар 1957.    | Демократска        |                                   | [ 25 ]        |         |
| 38 | Прајс Данијел                                     |                                   | 15. јануар 1957.   | 15. јануар 1963.    | Демократска        | Бен Ремзи (1951–61)               |               | 3       |
| 38 | Прајс Данијел                                     | упражњено (1961–63)               | 15. јануар 1957.   | 15. јануар 1963.    | Демократска        |                                   |               |         |
| 39 | Џон Конали                                        |                                   | 15. јануар 1963.   | 21. јануар 1969.    | Демократска        | Престон Смит                      |               | 3       |
| 40 | Престон Смит                                      |                                   | 21. јануар 1969.   | 16. јануар 1973.    | Демократска        | Бен Барнс                         |               | 2       |
| 41 | Долф Бриско                                       |                                   | 16. јануар 1973.   | 16. јануар 1979.    | Демократска        | Вилијам П. Хоби, млађи            |               | 2       |
| 42 | Бил Клементс                                      |                                   | 16. јануар 1979.   | 18. јануар 1983.    | Републиканска      | Вилијам П. Хоби, млађи            |               | 1       |
| 43 | Марк Вајт                                         |                                   | 18. јануар 1983.   | 20. јануар 1987.    | Демократска        | Вилијам П. Хоби, млађи            |               | 1       |
| 44 | Бил Клементс                                      |                                   | 20. јануар 1987.   | 15. јануар 1991.    | Републиканска      | Вилијам П. Хоби, млађи            |               | 1       |
| 45 | Ен Ричардс                                        |                                   | 15. јануар 1991.   | 17. јануар 1995.    | Демократска        | Боб Булок                         |               | 1       |
| 46 | Џорџ В. Буш                                       |                                   | 17. јануар 1995.   | 21. децембар 2000.  | Републиканска      | Боб Булок (1995–99)               | [ 28 ]        | 1 1/2   |
| 46 | Џорџ В. Буш                                       | Рик Пери (1999–2000)              | 17. јануар 1995.   | 21. децембар 2000.  | Републиканска      |                                   | [ 28 ]        |         |
| 47 | Рик Пери                                          |                                   | 21. децембар 2000. | 20. јануар 2015.    | Републиканска      | Бил Ретклиф (2000–03)             |               | 3 1/2   |
| 47 | Рик Пери                                          | Дејвид Дјухрст (2003–15)          | 21. децембар 2000. | 20. јануар 2015.    | Републиканска      |                                   |               |         |
| 48 | Грег Абот                                         |                                   | 20. јануар 2015.   | на дужности         | Републиканска      | Ден Патрик                        | [ 29 ]        | 1       |

## Други високи положаји гувернера Тексаса
| Гувернер               | Гувернерск мандат   | Друге функције |
| ---------------------- | ------------------- | --- |
| Џејмс Пинкни Хендерсон | 1846–1847           | сенатор (1857–1858) |
| Питер Хансбороу Бел    | 1849–1853           | члан Представничког дома (1853–1857) |
| Сем Хјустон            | 1859–1861           | члан Представничког дома из Тенесија (1823–1827), Гувернер Тенесија (1827–1829), Председник Тексаса (1836–1838, 1841–1844), сенатор (1846–1859) |
| Ендру Џексон Хамилтон  | 1865–1866           | члан Представничког дома (1859–1861) |
| Џејмс В. Трокмортон    | 1866–1867           | члан Представничког дома (1875–1879, 1883–1887)                                                                                                 |
| Ричард Коук            | 1874–1876           | сенатор (1877–1895) |
| Ричард Б. Хабард       | 1876–1879           | министар (амбасадор) у Јапану (1885–1889) |
| Чарлс Ален Калберсон   | 1895–1899           | сенатор (1899–1923) |
| Џозеф Д. Сајерс        | 1899–1903           | члан Представничког дома (1885–1893, 1893–1899)                                                                                                 |
| С. В. Т. Ленхам        | 1903–1907           | члан Представничког дома (1883–1893, 1897–1903)                                                                                                 |
| В. Ли О’Данијел        | 1939–1941           | сенатор (1941–1949) |
| Прајс Данијел          | 1957–1963           | сенатор (1953–1957) |
| Џон Конали             | 1963–1969           | Секретар морнарице Сједињених Држава (1961), Секретар финансија Сједињених Држава (1971–1972)                                                   |
| Бил Клементс           | 1979–1983 1987–1991 | Заменик секретара одбране Сједињених Држава (1973–1977)                                                                                         |
| Џорџ В. Буш            | 1995–2000           | 43. председник Сједињених Држава (2001–2009) |
| Рик Пери               | 2000–2015           | Секретар енергетике Сједињених Држава |

## Занимљивости

### Позадина
Тексас је до сада имао две жене на положају гувернера: Миријам А. „Ма“ Фергусон и Ен Ричардс. Фергусон је једна од две прве жене које су изабране за гувернера у некој америчкој савезној држави (4. новембра 1924), заједно са Нели Тејлоу Рос из Вајоминга. Рос је инаугурисана 5. јануара 1925, а Фергусон 20. јануара, тако да се Рос сматра првом женом гувернером у америчкој историји. Фергусон је била супруга бившег гувернера Џима „Па“ Фергусона.
Гувернери Тексаса су рођени у четрнаест држава: Алабама, Конектикат, Флорида, Џорџија, Ајова, Кентаки, Луизијана, Мисисипи, Северна Каролинла, Охајо, Јужна Каролина, Тенеси, Тексас и Вирџинија.
Највише гувернера Тексаса је похалало Универзитет Бејлор, њих петоро - Лоренс Саливан Рос, Пат Морис Неф, Прајс Данијел, Марк Вајт и Ен Ричардс (Рос је студирао али није дипломирао). До данас, Коук Стивенсон је најскорији гувернер који никад није похађао колеџ, а Бил Клементс је најскорији који је похађао колеџ али није дипломирао.

### Избори
Три гувернера су служила више неповезаних мандата: Елиша М. Пис, Миријам А. Фергусон и Бил Клеменс. Као што је случај са већином јужњачких држава, у Тексасу ниједан републиканац није изабран за гувернера од краја Реконструкције до касног двадесетог века. Бил Клементс је био први републикански гувернер још од Едмунда Џ. Дејвиса, чији је мандат окончан 1874, 105 година раније. Долф Бриско је последњи гувернер који је изабран на двогодишњи мандат, 1972; такође је и први који је изабран на четворогодишњи мандат, 1974, од пост-реконструкционистичког периода када је двогодишњи мандат успостављен. Рик Пери, који је постао гувернер 21. децембра 2000. након што је тадашњи гувернер Џорџ В. Буш дао оставку, је имао и пуне четворогодишње мандате које је освојио 2002, 2006. и 2010.

### Гувернери тексаса у популарној култури
В. Ли „Папи“ О’Данијел је послужио као инспирација за измишљеног гувернера Мисисипија сличног имена, Менелауса „Папија“ О’Данијела у филму О, брате, где си?